# Monomma pseudosepultum pseudosepultum
Monomma pseudosepultum pseudosepultum es una subespecie de coleóptero de la familia Monommatidae.

## Distribución geográfica
Habita en Madagascar.